# Muzeum koněspřežky
Muzeum koněspřežky v Českých Budějovicích popisuje historii Koněspřežné dráhy České Budějovice – Linec a strážných domků. Sídlí přímo v budově bývalého strážního domku, který byl u této koněspřežné dráhy postaven v roce 1828. Tato budova byla v 70. letech 20. století celá posunuta kvůli rozšiřování ulice Mánesova. Organizačně je toto muzeum pobočkou Jihočeského muzea.

## Historie budovy

### Strážní domek
Zděné strážní domky podél budějovicko-linecké koněspřežky byly stavěny jako náhrada za dřevěné strážní chaty, které nebyly obytné. Stavba budovy v Mánesově ulici byla schválena 27. září 1828. Nejprve sloužila jako stanice. Až poté, co byla koněspřežka prodloužena severním směrem až k Solnici, začala budova sloužit jako strážní domek číslo 1. Dvě místnosti v prostoru 7,7 x 5 metrů obývali dva strážní. Jejich hlavní úlohou bylo zamezit rozkrádání kolejnic, provádět běžnou údržbu a kontrolovat rozchod kolejnic. V roce 1843 bylo zaznamenáno, že se podél celé tratě nacházelo 52 takovýchto strážních domků. V roce 1870 železniční společnost strážní domek vydražila a ten nakonec skončil v rukou sousední firmy Koh-i-noor Hardtmuth. Sloužil jako skladiště, vrátnice, později jako kancelář.

### Posunutí budovy o 8 metrů
V 60. letech 20. století vznikl spolek, který usiloval o to, aby zde bylo zřízeno Muzeum dopravnictví a aby se budova stala majetkem státu. V roce 1971 byla celá koněspřežka a s ní i strážní domek zapsány na seznam národních kulturních památek. Díky tomu nebyl na rozdíl od sousedních budov zbourán, když bylo o šest let později uskutečněno rozšíření Mánesovy ulice kvůli houstnoucí automobilové dopravě. Celý strážný domek posunut o 8 metrů jižněji při rozšiřování sousední Mánesovy třídy. Technicky náročný přesun provedla firma Transfera Praha, která se už o dva roky dříve proslavila posunutím kostela Nanebevzetí Panny Marie v Mostě. Zhruba 225 tunový domek byl podbetonován a posouván dvěma kladkostroji po pěti párech kolejnic rychlostí 3 centimetry za minutu. Po přesunu byl domek zrekonstruován.

### Muzeum koněspřežky
Ještě před zřízením Muzea koněspřežky byla budova Jihočeským muzeem využívána jako depozitář pro předměty z 19. a 20. století.
V roce 2010 byl připraven projekt na opravu fasády Muzea koněspřežky za 28 milionů Kč. O dva roky později se Jihočeské muzeum pokoušelo s pomocí dotace Evropské unie objekt Muzea koněspřežky výrazně rozšířit a vystavit venku repliku historického vozu, který jezdíval po koněspřežce. Generální ředitel fimy Koh-i-noor Hardtmuth Vlastimil Říha ale odmítl muzeu prodat 19 metrů čtverečních přilehlých pozemků a Koh-i-noor se naopak nabídl, že celé Muzeum koněspřežky odkoupí a spojí ho s vlatní historickou expozicí tužek. Kvůli průtahům přišlo Jihočeské muzeum o možnost využití dotace Evropské unie a vyjednávání s Koh-i-noorem pokračovala ještě na jaře 2014.

## Expozice
Expozice sestává ze dvou místností, které přibližují historii koněspřežné dráhy České Budějovice – Linec, význam strážních domků při trati a život drážních strážníků. Návštěvník si může prohlédnout průběh trati s informacemi o strážních domcích na nastěnných panelech, život strážníků přibližuje instalace dobového vybavení domků a interaktivní panely. 
Posledního dubna 2014 byla otevřena zcela nová expozice, která přibližuje každodenní život drážního strážníka. Expozici vytvořil historik Ivo Hajn.